# Жозеф Аун
Жозеф Халіль Аун або Джозеф Халіль Аун ([aʊn]; араб. جوزيف خليل عون; нар. 10 січня 1964, Сін-ель-Філ, Метн, Ліван) — ліванський політик і генерал, 14-й президент Лівану з 9 січня 2025 року. 2017 року призначений 14-м командувачем Збройних сил Лівану.

## Молодість й освіта
Народився 10 січня 1964 року в передмісті Бейрута в сім'ї Ходи Ібрагіма Махлути та Халіля Ауна. Сім'я походить з міста Аль-Айшия, Південний Ліван. Закінчив місцеву школу.
2007 року здобув ступінь бакалавра політології та міжнародних відносин в Ліванському американському університеті. Також здобув ступінь бакалавра військових наук у Військовій академії ліванської армії.

## Військова кар'єра
1983 року приєднався до ліванської армії. Стажувався за кордоном, зокрема в США та Сирії. 2008 року пройшов антитерористичний вишкіл в США і 2013 року у Лівані. 2015 року очолив 9-ту піхотну бригаду Ліванської армії.

### Громадянська війна в Лівані
1990 року служив лейтенантом під командуванням Бассами Гергі. Під час битви за Адму Георгі загинув й Аун взяв на себе керівництво.

### Командувач Збройними силами Лівану
2015 року призначений командиром 9-ї бригади, дислокованої на кордоні з Ізраїлем. 8 березня 2017 року уряд Лівану призначив його головнокомандувачем Збройних сил Лівану, замінивши на цій посаді Жана Кахваджі.
Очолював бої проти бойовиків Ісламської Держави у східному Лівані та Джабгату Фатах аш-Шама, які закріпилися на кордоні з Сирією. 19 серпня 2017 року командував операцією, яка стала успішним наступом для вигнання бойовиків з їхніх опорних пунктів.
Після протестів у Лівані та проблемами формування уряду 8 березня 2021 року виступив із критикою кризи в Лівані та її впливу на армію. Його виступ став вірусним у соцмережах.
15 грудня 2023 року парламент Лівану проголосував за продовження терміну повноважень Ауна на один рік, що було в основному схвалено ліванською опозицією, рухом «Амаль» і Прогресивною соціалістичною партією. Протягом цього часу очолював Збройні сили Лівану під час вторгнення Ізраїлю в Ліван. 28 листопада 2024 року парламент вдруге продовжив його повноваження.

## Політична кар'єра

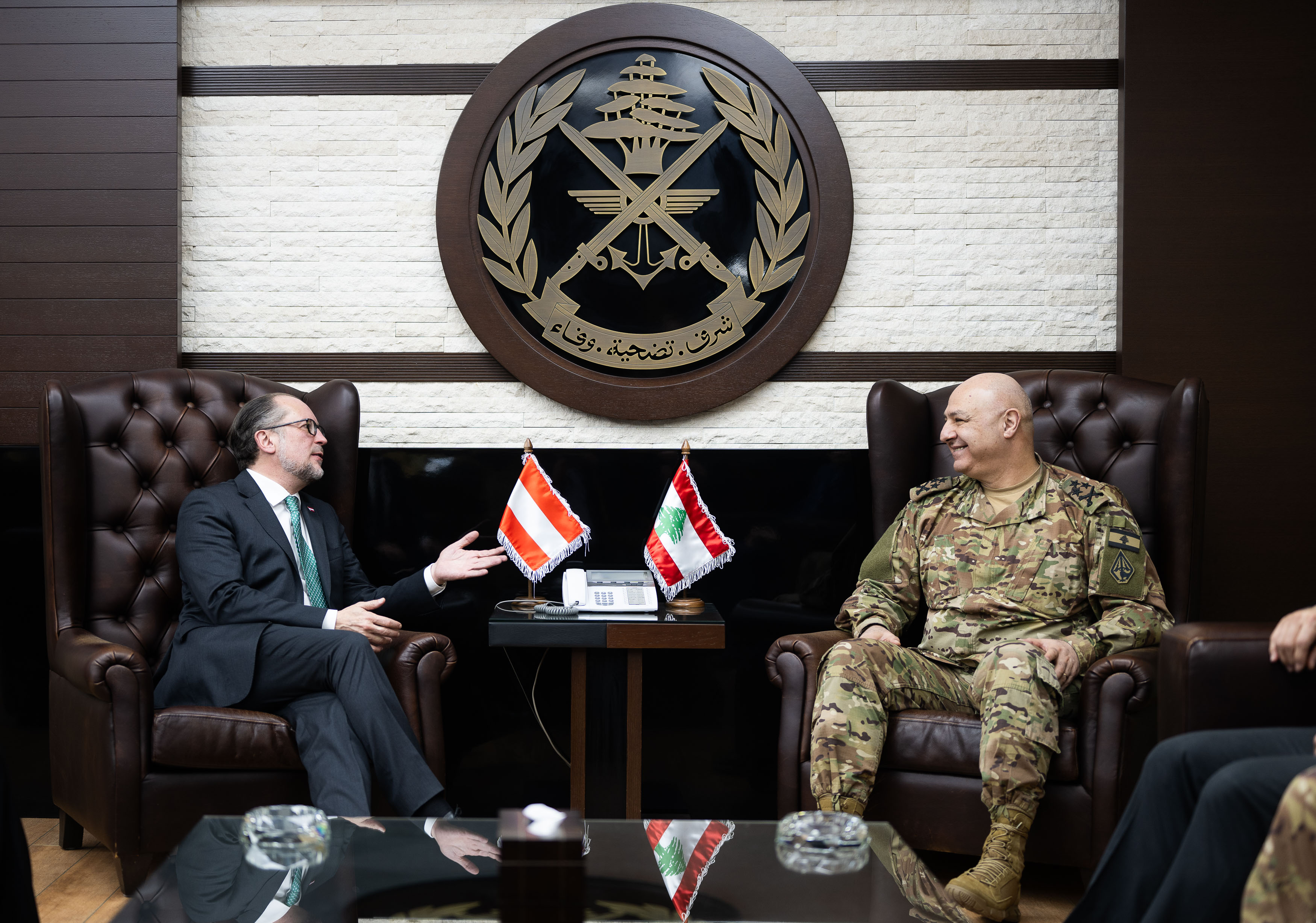
Зустріч Ауна з міністром закордонних справ Австрії Александером Шалленбергом у лютому 2024 року

У липні 2022 року кандидатуру Ауна в президенти висунув лідер Ліванських сил Самір Гегеа, який припустив, що він стане хорошим наступником Мішеля Ауна. Катар оголосив про підтримку його кандидатури під час візиту офіційних осіб, які пообіцяли підтримувати армію фінансовою та військовою допомогою, США також підтримали її.
У грудні 2022 року у Досі США, Франція, Саудівська Аравія та Єгипет провели переговори щодо вакантної посади президента Лівану, за підсумками яких більшість країн підтвердили підтримку обрання Ауна. Валід Джумблатт першим офіційно оголосив, що очолюваний ним блок «Демократичне зібрання» обере Ауна. 9 січня опозиційні групи, зокрема партія Катаїб, Блок оновлення та Ліванські сили, виступили зі спільною заявою на підтримку Ауна.

## Президентство
9 січня 2025 року обраний президентом у другому турі виборчої сесії. У своїй інавгураційній промові він пообіцяв боротися з мафією, торгівлею наркотиками, втручанням у систему правосуддя, корупцією, бідністю та сектантством. Також заявив, що буде просувати економічну, політичну та судову реформи. Пообіцяв, що «Ліванська держава — я повторюю Ліванська держава — позбудеться ізраїльської окупації». Його обрання піддалося різкій критиці з боку деяких членів опозиції через конституцію Лівану, яка забороняє чинному командиру армії обиратися президентом.

## Особисте життя
Одружений з Нехмат Нехме. У них двоє дітей Халіл і Нур. Вільно володіє арабською, французькою та англійською мовами.
Попри розповсюджену думку, він ніяк не пов'язаний з Мішелем Ауном, колишнім президентом Лівану та командувачем збройними силами Лівану, хоча вони — ліванські християнські мароніти. Згідно з Національним пактом, президент і командувач ліванськими збройними силами завжди обираються з маронітської громади.

## Почесті
| Стрічка | Опис                                | Примітки                                   | Посилання     |
| ------- | ----------------------------------- | ------------------------------------------ | ------------- |
|         | Воєнна медаль                       | Тричі                                      | [ 31 ] [ 32 ] |
|         | Медаль Поранених                    | Двічі                                      | [ 31 ] [ 32 ] |
|         | Медаль Народної Єдності             |                                            | [ 31 ] [ 32 ] |
|         | Медаль «Зоря півдня»                |                                            | [ 31 ] [ 32 ] |
|         | Медаль «За бойову доблесть», срібна |                                            | [ 31 ] [ 32 ] |
|         | Орден «За заслуги» 1-го ступеня     | Підвищений з 2 класу, а до цього з 3 класу | [ 31 ] [ 32 ] |
|         | Офіцер Національного ордена Кедра   | Раніше нагороджений кавалером ордена       | [ 31 ] [ 32 ] |